# Ermengarda z Maine
Ermengarda (zm. 15 stycznia lub 12 października 1126) – hrabina Maine, córka hrabiego Eliasza I i Matyldy, córki Gerwazego, pana de Château-du-Loir. Została hrabiną Maine po śmierci swojego ojca w 1110 r.
W tym samym roku poślubiła Fulka V (1092 – 10 listopada 1143), hrabia Andegawenii, syna hrabiego Fulka IV Andegaweńskiego i Bertrady, córki Szymona I, pana de Montfort. Fulko i Ermengarda mieli dwóch synów i dwie córki:
- Alicję (lub Izabelę) (1107 – 1154), żonę Wilhelma Adelina
- Sybillę (ok. 1112 – 1165), żonę kolejnych hrabiów Flandrii – Wilhelma Clito i Thierry’ego Alzackiego
- Godfryda V Plantageneta (24 sierpnia 1113 – 7 września 1151), hrabiego Andegawenii i Maine
- Eliasza II (1115 – 15 stycznia 1151), hrabiego Maine

Ermengarda zmarła 15 stycznia lub 12 października 1126 r. Jej następcą w Maine został najstarszy syn Godfryd. Jej mąż trzy lata później opuścił Europę, poślubił księżniczkę jerozolimską Melisandę i w 1131 r. został królem Jerozolimy.